# 捷克布傑約維采迪納莫體育俱樂部
捷克布基尤域斯戴拿模體育會是捷克的一家足球俱樂部，創建于1905年，位於捷克布傑約維采，目前參加捷克乙組足球聯賽的賽事。

## 外部連結
- Official website （页面存档备份，存于） （捷克文）